# Goowy
Goowy是一个以Action Script（flash）为语言的服务性网站，提供邮箱、Minis、游戏、通讯簿、日程表、IM以及同Box.net合作的文件储存平台。

## 桌面版本
Goowy已发布Goowy的桌面版本，用户可从Goowy主页上下载这个插件在桌面上使用goowy，这省去了登入网站的麻烦。

## 邮箱
Goowy创作初期提供100MB的邮箱，在逐步发展后逐渐扩展为2GB。Goowy的邮箱使用flash操作界面，拥有多种编码阅读和功能强大的邮件编辑器。

## Minis

Goowy Minis界面

Minis是Goowy的自定义主页，用户可以在这里定制rss阅读、计算器、便签、时间、天气和“To do List”等功能。

## 游戏
Goowy提供免费flash游戏，这意味着用户不需要任何安装、费用就可以享受游戏了。

## 通讯簿
Goowy同时提供强大的通讯簿功能，用户可以从MSN、Yahoo!Mail、Gmail等账号中倒入联系人，并且支持给联系人分类、添加头像、增加联系人便签等。

## 日程表
用户可以倒入、倒出以iCalendar格式，并且可以选择闹铃方式、闹铃周期、闹铃名称等。

## IM
Goowy支持用户在Goowy中登入MSN Messenger(Live Messenger)、ICQ（AOL）、G-Talk和aim账号，用户不需要下载任何软件就可以在线使用Im。

## 文件储存
Goowy同box.net合作，增加文件储存平台，用户可以使用自己的Box.net账号登入或免费注册用户名@goowy.com的账号登入文件储存平台。

## 其他功能
Goowy同时拥有客户端收取、收藏夹、音乐、拼写检查等功能

### 客户端收取
Goowy支持收取hotmail／MSN mail／Yahoo！Mai/Gmail／POP3的远程收取，用户只需要登入Goowy就可以收取邮件。

### 收藏夹
Goowy提供收藏夹功能，用户可以管理、增加站点。

## 连接
- Goowy （页面存档备份，存于）
- Goowy新闻 （页面存档备份，存于）
- Goowy社区
- Goowy博客 （页面存档备份，存于）
- 联系goowy （页面存档备份，存于）